# Max Meynier
Pour les articles homonymes, voir Meynier.
Max Meynier, né le 30 janvier 1938 dans le 6e arrondissement de Lyon, mort le 23 mai 2006 à Neuilly-sur-Seine, est un animateur de radio et de télévision français, par ailleurs comédien de théâtre. 
Il fait la majeure partie de sa carrière sur les ondes de la radio RTL, de 1972 à 1994, notamment avec l'émission Les routiers sont sympa dans les années 1970. À la télévision, il anime, de 1987 à 1988, Le Juste Prix sur TF1 où il était le 1er animateur du jeu. Puis entre 1991 et 1992, il présente Des chiffres et des lettres sur Antenne 2.

## Biographie

### 1969-1990: Etudes et carrière radiophonique
Max Meynier suit des études à Lyon au lycée Ampère, à l’École supérieure de commerce et à l'Institut Pitiot puis à Paris au Centre d’art dramatique de la rue Blanche. 
Après des débuts au théâtre comme comédien, il entre en 1969 à RTL, où il crée et anime, à partir du 8 mai 1972, l'émission Les routiers sont sympa, d'abord de 22 h 30 à minuit, à partir de 1975 de 21 h à minuit et à partir de 1978 même de 20 h 30 à minuit, sauf le week-end. L'émission deviendra en 1979 Relax Max, en 1981 Allô Max  et de 1982 jusqu'à 1986 Fréquence Max. Il anime pendant treize ans cette émission mythique qui connaît un vif succès auprès des professionnels de la route, avec 800 000 auditeurs chaque soir en moyenne, l'animateur recevant jusqu'à 25 000 lettres par an. 
Dans la nuit du vendredi 8 au samedi 9 février 1974, il parvient lors de l'émission à calmer un aliéné mental du nom de Jacques Robert qui, fausse grenade et pistolet en main, était entré dans le studio de RTL, en se faisant passer pour un routier et qui souhaitait lire un message à l'antenne. 
En 1976, la station lui aménage un studio avec une salle d'embarquement, afin d'accueillir routiers et auto-stoppeurs.
En 1979, il couvre le premier Paris-Dakar en compagnie de Christian Boudas et Francis Zégut. Tous les soirs de 20 h 30 à 22 h 0, il fait vivre le rallye en direct à bord de son Toyota Land Cruiser.[réf. souhaitée]
En 1981, il prend part à la création des 24 Heures du Mans camions et lance la mode des courses de camions en France et en Europe. En 1982, il anime pendant six mois l'émission Les routes du bout du monde, et sillonne avec son micro de nombreux pays pour cette émission. 
Victime d'un infarctus en 1986, il devient alors le « joker » (animateur remplaçant) de la station et anime tour à tour toutes les tranches horaires ; il coanime notamment [Quand ?] avec Évelyne Pagès l'émission Le journal du jour de votre naissance, l'après-midi entre 15 h 30 et 16 h 30.[réf. nécessaire]
En 1990, il doit subir une transplantation cardiaque, puis quittera RTL en 1994.

### 1982-1992: carrière télévisuelle
À la télévision, Max Meynier présente, en 1982, La nouvelle affiche sur Antenne 2 et anime, ensuite, également en 1982, Juge Boxe sur TF1. Il anime en 1984 sur FR3 l'émission Sahel 84 et les camions de l'espoir et en 1986 Tous en piste.  Il est aussi animateur récurrent dans Les Jeux de 20 heures de 1984 à 1987 sur cette même chaine. En 1987, il adapte et lance sur TF1 le jeu télévisé Le juste prix, qu'il présentera pendant un an. De 1991 à 1992, il mène le jeu Des chiffres et des lettres pendant neuf mois.

### 1997-2006: fin de carrière, puis problèmes de santé
Il joue au théâtre en 1997 avant de cesser toute activité professionnelle en 2000. 
En 2002, Max Meynier subit une deuxième transplantation cardiaque et une transplantation rénale. Il meurt d'un cancer le 23 mai 2006 à son domicile de Neuilly-sur-Seine. Il est incinéré au cimetière du Père-Lachaise à Paris puis inhumé dans le tombeau familial au cimetière de la Guillotière à Lyon.

## Bilan de carrière à caractère artistique et dans les médias

### Publications
- Max Meynier, Mille et une nuits avec mes routiers sympa, autobiographie, éditions de la Table Ronde, 1978.
- Max Meynier, Quoi de neuf ? Mon cœur. Livre consacré à sa première transplantation cardiaque.

### Théâtre
- 1961 : La Nuit des rois de William Shakespeare, mise en scène Jean Le Poulain, théâtre du Vieux-Colombier
- 1969 : Interdit au public de Jean Marsan, mise en scène Jean Le Poulain, théâtre des Célestins
- 1997 : Un mariage pour trois de Georges Feydeau, mise en scène Anthony Walkers, théâtre du Gymnase Marie Bell

### Discographie
- 1977 : Allez la France
- 1981 : La Route
- 2014 : Max Meynier, les routiers sont sympas, Éric Goyat, LEDLM, RTL.

### Télévision
- 1966 : Au théâtre ce soir : L'Amour toujours l'amour de Jacques Vilfrid et Jean Girault, mise en scène Pierre Mondy, réalisation Pierre Sabbagh, théâtre Marigny